# Elymnias sumptuosa
Elymnias sumptuosa är en fjärilsart som beskrevs av Hans Fruhstorfer 1907. Elymnias sumptuosa ingår i släktet Elymnias och familjen praktfjärilar. Inga underarter finns listade i Catalogue of Life.